# همفري كاربندر
همفري كاربندر (بالإنجليزية: Humphrey Carpenter)‏‏ (29 أبريل 1946 في أكسفورد - 4 يناير 2005 في أكسفورد) كاتب، وعازف جاز، وروائي، ومقدم برامج إذاعية، وكاتب سير، وكاتب للأطفال من المملكة المتحدة.

## روابط خارجية
- همفري كاربندر على موقع IMDb (الإنجليزية)